# Rubens Paiva
Rubens Beyrodt Paiva (Santos, 26 de dezembro de 1929 – Rio de Janeiro, entre 20 e 22 de janeiro de 1971) foi um engenheiro civil e político brasileiro assassinado durante a ditadura militar no Brasil.
Formado em engenharia, Rubens foi eleito deputado federal pelo Partido Trabalhista Brasileiro (PTB) em 1962. Após o golpe de 1964, foi cassado pelo primeiro Ato Institucional e se autoexilou; ao retornar ao Brasil, voltou a exercer a engenharia e cuidar de negócios, mas manteve contato com exilados.
Em 1971, a repressão da ditadura o prendeu, suspeitando de envolvimento com o guerrilheiro Carlos Lamarca. Rubens foi morto nas dependências de um quartel militar entre 20 e 22 de janeiro de 1971. Seu corpo foi enterrado e desenterrado diversas vezes por agentes da repressão até ter seus restos jogados ao mar, na costa da cidade do Rio de Janeiro, em 1973, dois anos após seu assassinato.
Eunice Paiva, sua viúva, lutou durantes anos pelo reconhecimento da responsabilidade do Estado na sua morte. O caso foi um dos investigados pela Comissão Nacional da Verdade, que confirmou o assassinato de Paiva cerca de 40 anos após seu desaparecimento. Rubens é pai do escritor Marcelo Rubens Paiva, que escreveu um livro sobre sua história, posteriormente adaptado para o cinema.

## Juventude
Rubens Beyrodt Paiva nasceu em 26 de dezembro de 1929, no município de Santos, no estado de São Paulo. Frequentou na infância e adolescência os tradicionais colégios paulistanos, Colégio Arquidiocesano e Colégio São Bento. Formou-se em engenharia civil pela Universidade Mackenzie, na capital paulista. Esteve na universidade numa fase em que se vivia grande efervescência política, chegando a participar da campanha nacionalista “O petróleo é nosso” e mantendo presença ativa no movimento estudantil, sendo vice-presidente da União Estadual dos Estudantes.
Paiva tinha uma irmã chamada Maria Lúcia Paiva. Seu pai, Dr. Jaime de Almeida Paiva, era advogado e dono de uma das maiores fazendas do Vale do Ribeira, a Fazenda Caraitá. Jaime Paiva foi prefeito da cidade de Eldorado Paulista em duas ocasiões, na primeira de 1956 a 1959 e na segunda, em 1968, eleito pela Aliança Renovadora Nacional, partido da ditadura.
Filho do deputado, o escritor Marcelo Rubens Paiva conta que o pai era brigado com o avô e por isso a família quase não frequentava a fazenda. Por conta disso diz não saber muito sobre o avô, pois morava no Rio com os pais e a irmã. O jornalista Jason Tércio conta em seu livro Segredo de Estado que até o deputado, assim como o resto da cidade, chamava seu pai de "coronel" e os dois sempre discutiam quando o assunto envolvia política. Em diálogo reconstruído por Tércio, retrata que durante a ceia de natal de 1970 na fazenda Caraitá, Jaime teria dito a Rubens: "a única política que tu deve fazer com os militares é a política da boa vizinhança".
Nessa época, Rubens havia voltado de um exílio de nove meses na Iugoslávia e na França, depois de ter seu mandato cassado após o golpe de 1964. Trabalhava como engenheiro civil na empresa Machado da Costa Engenharia desde 1966 e era dono das empresas Geobrás e a Paiva Construtora. Apesar disso, ele ainda ajudava perseguidos políticos a sair do país e mantinha contato com exilados. Menos de um mês depois daquele Natal, em janeiro de 1971, Rubens Paiva seria levado por militares para depor e não voltaria mais para casa.

## Carreira política
Sua vida política tomou impulso em outubro de 1962, quando foi eleito deputado federal por São Paulo na legenda do Partido Trabalhista Brasileiro (PTB). Assumiu o mandato em fevereiro do ano seguinte e participou de uma Comissão Parlamentar de Inquérito (CPI) criada na Câmara dos Deputados para examinar as atividades do Instituto de Pesquisas e Estudos Sociais – Instituto Brasileiro de Ação Democrática (IPES-IBAD). A instituição financiava palestrantes e escritores que escreviam artigos avisando sobre a chamada "ameaça vermelha" no Brasil.
No dia 1.º de abril de 1964, enquanto os militares avançavam com suas tropas para depor o então presidente João Goulart, Paiva fez um discurso acalorado de cinco minutos na Rádio Nacional criticando o governador paulista, Ademar de Barros, apoiador do golpe, e conclamando trabalhadores e estudantes a defenderam a legalidade.
Com o golpe militar de 1964, devido ao fato de ter participado da CPI do IBAD, teve seu mandato cassado no dia 10 de abril por meio do Ato Institucional Número Um, editado no dia anterior pela junta militar que assumiu o poder.

### Exílio e volta ao Brasil
Rubens Paiva se exilou na Iugoslávia e depois na França. Passados nove meses, viajou com destino a Buenos Aires, a fim de se encontrar com Jango e Leonel Brizola. Mas, durante uma escala do voo no Rio de Janeiro, disse à aeromoça que iria comprar cigarros, saiu do avião e pegou outro voo para São Paulo, seguindo para a casa de sua família. Chegou em casa de surpresa, dizendo: "Entrei no Brasil, estou no Brasil, vou ficar no Brasil". A família mudou-se então para o Rio de Janeiro, e Rubens Paiva voltou a exercer a engenharia e a cuidar de seus negócios, mas sempre fazendo contatos com os exilados.
Fundou, com o editor Fernando Gasparian, o Jornal de Debates e foi diretor da Última Hora de São Paulo, até que o jornal foi vendido por Samuel Wainer ao Grupo Folha da Manhã, de Octavio Frias de Oliveira.

## Prisão, desaparecimento e assassinato

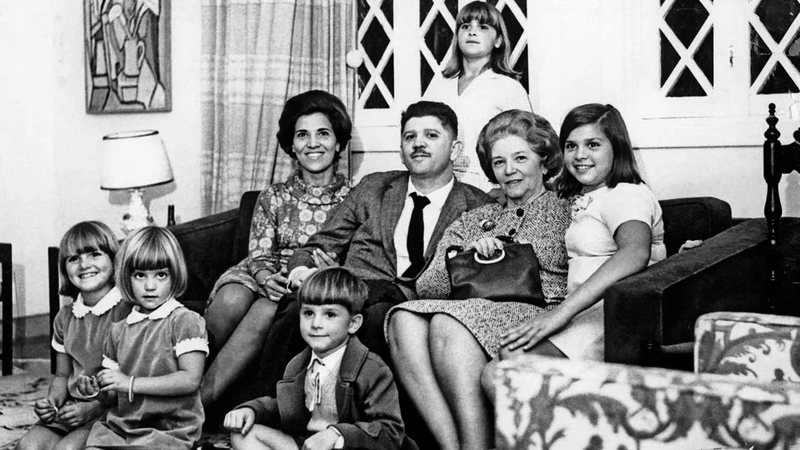
A família de Rubens Paiva nos anos 1970

No ano de 1969, depois de uma visita a Santiago, para ajudar a exilada Helena Bocayuva Cunha, filha de seu amigo Bocayuva Cunha (também deputado cassado após o golpe), que fora implicada no sequestro do embaixador Charles Burke Elbrick, Rubens Paiva voltou para o Brasil. Algum tempo depois, pessoas que traziam uma carta de Helena endereçada a Rubens foram presas pelos órgãos da repressão política. Os agentes suspeitaram que Rubens Paiva fosse o contato de "Adriano", codinome de Carlos Alberto Muniz, militante do Movimento Revolucionário Oito de Outubro (MR-8) e contato de Carlos Lamarca, na época o homem mais procurado do país.
Na esperança de prender "Adriano" e consequentemente chegar a Lamarca, seis homens que disseram pertencer à Aeronáutica, armados com metralhadoras, invadiram a casa de Rubens Paiva no Rio de Janeiro, em 20 de janeiro de 1971, para prendê-lo, sem contudo apresentar um mandado de prisão. Rubens acalmou os invasores, pediu que guardassem as armas e vestiu-se. Saiu de terno e gravata, guiando o próprio carro. A recuperação posterior desse carro seria a prova de que o ex-deputado fora preso — o que os órgãos de repressão negavam.  Paiva foi levado para o quartel do comando da III Zona Aérea e acareado com duas senhoras; os três foram obrigados a ficar com os braços levantados. Estas senhoras haviam ido visitar os filhos no Chile e foram presas ao desembarcar de volta no Rio de Janeiro: uma era mãe de Almino Afonso, a outra de Helena Bocayuva. Uma delas passou mal, Paiva amparou-a e foi então golpeado por um oficial, e depois de responder com um palavrão, foi surrado até ficar estendido no chão.

O militar João Paulo Moreira Burnier foi um dos responsáveis pelo sequestro, prisão, tortura e assassinato de Rubens Paiva

Eunice, sua esposa, também foi detida no mesmo dia, juntamente com sua filha de quinze anos, Eliana, e permaneceu incomunicável durante doze dias. Eliana foi solta no dia seguinte, tendo sido deixada na Praça Saens Peña, na Tijuca. Entre o dia de sua prisão e o seguinte, Rubens Paiva foi transferido, da III Zona Aérea para o Destacamento de Operações Internas (DOI-CODI), no quartel da Polícia do Exército, onde teria sido novamente torturado. No caminho reclamava que não conseguia respirar, mas chegou consciente ao quartel. Foi interrogado e à noite outros prisioneiros ouviram ele pedir água a um carcereiro. De madrugada, o médico do DOI-CODI, Amílcar Lobo, foi chamado ao quartel e encontrou o prisioneiro nu, deitado numa cela no fundo do corredor com os olhos fechados, corpo marcado de pancadas e sinais de hemorragia interna. O médico aconselhou que levassem-no ao hospital, mas o major que lhe acompanhava achou melhor retê-lo. Segundo testemunho de Lobo, Paiva morreu por causa dos ferimentos sofridos em sessões de tortura.
Segundo nota oficial dos órgãos de segurança à época, o carro que conduzia Rubens Paiva teria sido abalroado e atacado por indivíduos desconhecidos, que o teriam sequestrado dois dias depois da sua prisão. Assim, ele foi dado oficialmente como desaparecido. Nesta história, Paiva, que pesava mais de 100 quilos, teria sido capaz de sair do banco traseiro do fusca que o levava pela porta esquerda, enquanto três militares teriam saído pela porta direita. Durante o tiroteio teria se escondido atrás de um poste e depois corrido aproximadamente 25 metros até um dos veículos.
Sua esposa Eunice tentou diversas vezes que o governo investigasse o desaparecimento do marido, foi ao Superior Tribunal Militar (STM) e ao Conselho de Defesa dos Direitos da Pessoa Humana, sendo sempre barrada pelo endosso que o governo fazia do desaparecimento farsesco. No STM foi barrada pelo general Jurandyr de Bizarria Mamede, no Conselho pelo voto do ministro da Justiça. A versão falsa seria desmascarada apenas em 2014, depois de depoimento à Comissão Nacional da Verdade feito pelo major Raimundo Ronaldo Campos, que admitiu ter montado a versão com a ajuda de dois companheiros, incendiando e atirando no suposto fusca no qual Paiva teria sido resgatado por subversivos, para que ele assim fosse encontrado, confirmando a versão oficial de resgate. Em carta, ainda em 1971, ao Conselho de Defesa dos Direitos Humanos, com base em relato de testemunhas, Eunice Paiva contou que provavelmente seu marido começara a ser torturado no mesmo dia de sua prisão, durante o interrogatório realizado na sede da III Zona Aérea, localizada junto ao Aeroporto Santos Dumont, no Rio de Janeiro, à época sob o comando do brigadeiro João Paulo Burnier.
Em 1996, após sancionada a chamada Lei dos Desaparecidos pelo então presidente Fernando Henrique Cardoso, foi emitido o atestado de óbito do ex-deputado, ficando assim reconhecida oficialmente a sua morte. O corpo, entretanto, nunca foi encontrado.
Em 13 de dezembro de 2024 o Conselho Nacional de Justiça determinou o reconhecimento e ratificação dos atestados de óbito de todos os mortos e desaparecidos vítimas da ditadura militar. Em atendimento a esta determinação, o Cartório da Sé, no Centro da Capital Paulista, fez constar no atestado de óbito de Rubens Paiva a seguinte causa da morte: não natural, violenta, causada pelo Estado brasileiro no contexto da perseguição sistemática à população identificada como dissidente política do regime ditatorial instaurado em 1964.

### Esclarecimento da morte
Em fevereiro de 2014, a Comissão Nacional da Verdade (CNV) apontou que o assassino de Rubens Paiva foi o ex-tenente do exército Antônio Fernando Hughes de Carvalho, oficial do Centro de Preparação de Oficiais da Reserva (CPOR) ligado ao Centro de Informações de Segurança da Aeronáutica (Cisa), através de depoimento de outro dos envolvidos, o coronel da reserva Armando Avólio Filho, ex-integrante do Pelotão de Investigações Criminais da Polícia do Exército (PIC-PE), presente ao interrogatório e tortura de Paiva. A morte do ex-deputado se deu nas dependências do Destacamento de Operações de Informações (DOI) do I Exército, na rua Barão de Mesquita, Tijuca, zona norte do Rio de Janeiro. Por seu trabalho na repressão aos subversivos, o tenente Hughes de Carvalho, já falecido, foi condecorado com a Medalha do Pacificador em 1971.
Sob condição de anonimato, o jornal O Globo publicou o depoimento de militares envolvidos no caso em março de 2014. Depois de morto no quartel da Polícia de Exército, entre 20 e 22 de janeiro de 1971, o corpo de Paiva foi a princípio enterrado em lugar ermo do Alto da Boa Vista, próximo à avenida Edson Passos, mesmo local onde seu carro seria encontrado incendiado, numa operação levada a cabo por oficiais e sargentos do exército. Dali foi retirado posteriormente, pelo temor de que obras iniciadas na avenida acabassem descobrindo o corpo, e enterrado nas areias da praia do Recreio dos Bandeirantes, zona oeste da cidade, então um lugar ainda praticamente desabitado.
Dois anos depois, sob ordens do "gabinete do ministro", o militar responsável pela operação, o então capitão do exército Paulo Malhães, também envolvido com a tortura, morte e desaparecimento de presos políticos na chamada Casa da Morte, em Petrópolis, comandou uma equipe de busca na área, formada por cerca de quinze outros militares em roupas civis — entre eles o capitão José Brant Teixeira, parceiro de diversas outras operações e os sargentos Jairo de Canaan Cony e Iracy Pedro Interaminense Corrêa. Essa equipe encontrou os restos do corpo ensacado de Paiva enterrado, depois de quinze dias cavando buracos na areia disfarçados de turistas. Eles o retiraram e seus restos foram transportados num caminhão até o Iate Clube do Rio de Janeiro, onde foram embarcados numa lancha, levados até alto mar e lançados ao oceano num momento propício das correntes marinhas. Num depoimento posterior à CNV, Malhães negou ter participado pessoalmente desta missão.

### Responsabilização
Apesar da cobertura dada aos militares e subversivos pela Lei da Anistia para crimes cometidos durante o período da ditadura militar, em março de 2014 o Ministério Público Federal (MPF) decidiu, através de procedimento instaurado desde 2012, fazer uma denúncia formal dos militares reformados envolvidos no caso e ainda vivos. O MPF acusou um general, dois coronéis e dois sargentos:
- José Antônio Nogueira Belham, comandante do DOI-CODI do 1º Exército, onde Paiva morreu sob torturas;[35]
- Raimundo Ronaldo Campos, capitão do Destacamento de Operações de Informações (DOI) do I Exército, que admitiu ter montado uma farsa para forjar a fuga do ex-deputado após um suposto ataque ao carro;[35]
- Rubens Paim Sampaio, na época capitão, disse ser encarregado de "operações de rua" do DOI-CODI.[36]
- Jacy e Jurandyr Ochsendorf, irmãos e ex-sargentos, envolvidos na fraude do incêndio do automóvel.[2]

Em 26 de maio de 2014, a Justiça Federal aceitou a denúncia do MPF contra os cinco militares, tornando-os réus pelos crimes de homicídio triplamente qualificado, ocultação de cadáver e associação criminosa, além fraude processual para três deles. Além da prisão, o MPF pedia cassação das aposentadorias e a anulação de medalhas e condecorações obtidas por eles. A acusação entendia que a anistia não se aplicava e nem estavam os crimes prescritos pois constituíam crimes de lesa-humanidade, tese acatada pelo juiz federal da 4ª Vara Criminal do Rio de Janeiro. A defesa dos réus recorreu da decisão e, em setembro, o Tribunal Regional Federal da 2ª Região entendeu que a anistia não se aplicava a crimes comuns, como homicídio e ocultação de cadáver, deixando prosseguir o processo.
No entanto, na última instância, o ministro Teori Zavascki do Supremo Tribunal Federal concedeu liminar aplicando a jurisprudência da corte formada na ADPF 153, que reconheceu a constitucionalidade da lei de anista, e assim suspendeu o processo. Mesmo suspenso, o ministro determinou em 2015 que as testemunhas elencadas pela acusação fossem ouvidas, dado a "idade avançada e do delicado estado de saúde" em que estavam.
O crime de ocultação de cadáver é uma das principais controvérsias jurídicas do caso, já que seria possível afastar a prescrição se ele fosse entendido como crime permanente, aquele em que o ato delituoso se prolonga no tempo, como se o crime estivesse sendo praticado até hoje. Em setembro de 2020, no julgamento do recurso de embargos ajuizados pelo MPF, o Superior Tribunal de Justiça julgou a questão e manteve o processo trancado. Segundo o ministro-relator, Joel Paciornik, o crime não podia ser classificado como permanente, mas sim como "instantâneo de efeitos permanentes".
Atualmente, o caso está concluso e aguarda julgamento do ministro Alexandre de Moraes, sucessor de Teori. Além disso, após sentença da Corte Interamericana de Direitos Humanos no caso Gomes Lund, uma outra ação foi ajuizada no STF, a ADPF 320, pedindo novamente o afastamento da lei de anistia, o que pode afetar o caso de Paiva. Dos cinco acusados, três (Sampaio, Campos e Jurandyr) já faleceram.
Por outra via institucional, o Conselho Nacional dos Direitos Humanos anunciou a reabertura da investigação sobre o assassinato de Rubens Paiva em 2 de abril de 2024; a reabertura foi aprovada por seis votos e uma abstenção. O Conselho é um órgão do Ministério dos Direitos Humanos e da Cidadania e sucessor do Conselho de Defesa dos Direitos da Pessoa Humana (CDDPH), que chegou a analisar o caso ainda em 1971, durante a ditadura — na época, a votação sobre a abertura de investigação ficou empatada e por fim decidida por voto de minerva do então ministro da Justiça, Alfredo Buzaid, arquivando o caso.

## Na cultura popular

### Homenagens

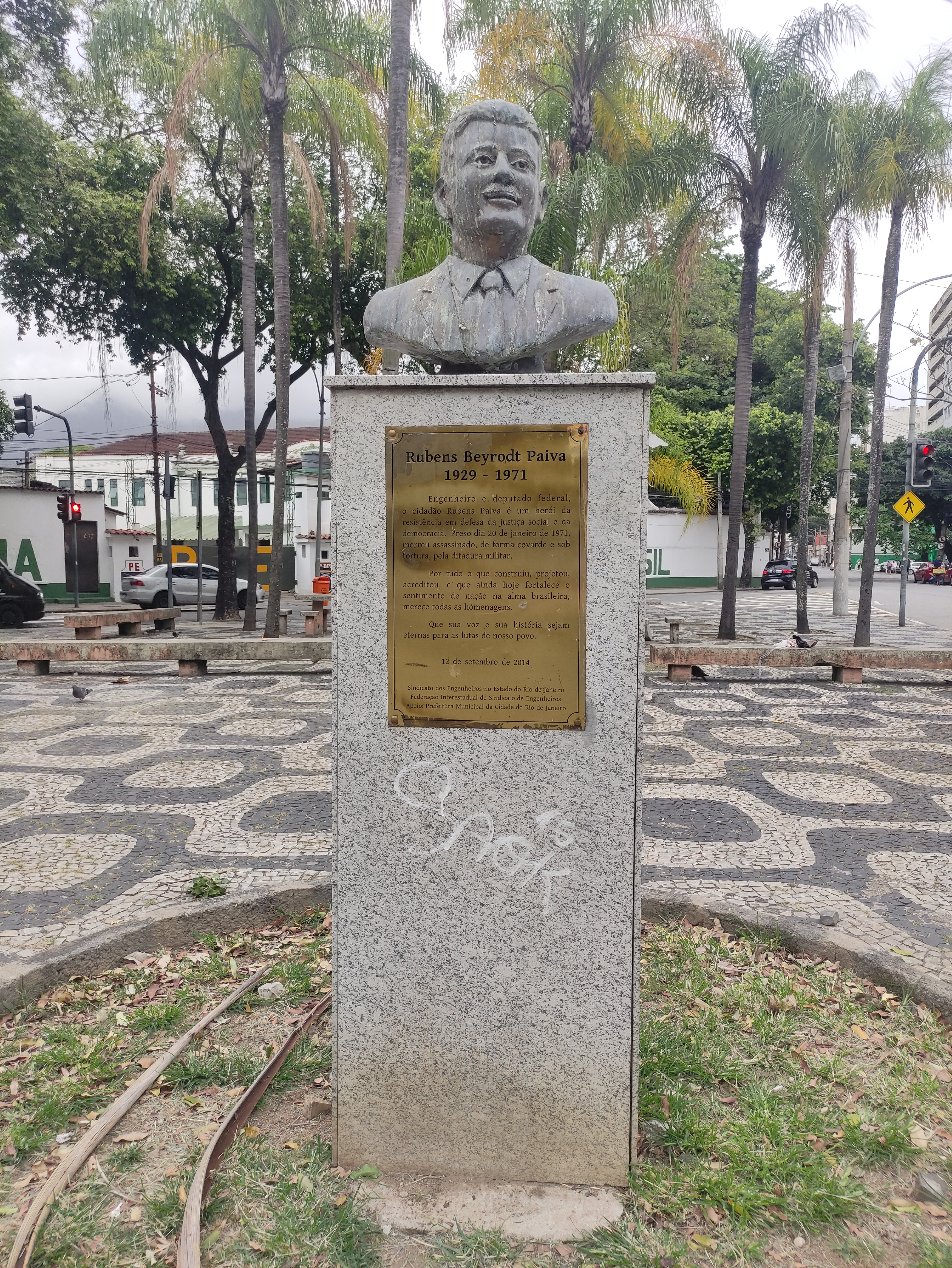
Busto de Rubens Paiva no Rio de Janeiro

Em 3 de abril de 1981, ainda durante a ditadura militar, o Sindicato dos Engenheiros no Estado de São Paulo (SEESP) inaugurou em sua sede, na cidade de São Paulo, o auditório Rubens Paiva.O evento contou com a presença da esposa Eunice Paiva e dos filhos Marcelo, Vera e Maria Beatriz (Babiu). "Na engenharia, o Rubens buscou os fundamentos da sua política, pois a atividade lhe permitiu um contato direto com a realidade brasileira, com o operário em construção. Aqui com os amigos, senti que o Rubens está agora dando uma boa gargalhada e fumando seu charuto", declarou Eunice na cerimônia.
A homenagem ao engenheiro e líder político, reconhecido pela luta em defesa da democracia e da justiça social no Brasil, também se deveu à sua importância para a valorização dos profissionais, já que foi ele quem sugeriu ao então deputado Almino Affonso que apresentasse um projeto de lei para criar o piso salarial da categoria], ideia concretizada por meio da Lei 4.950-A/1966, em vigência até hoje.

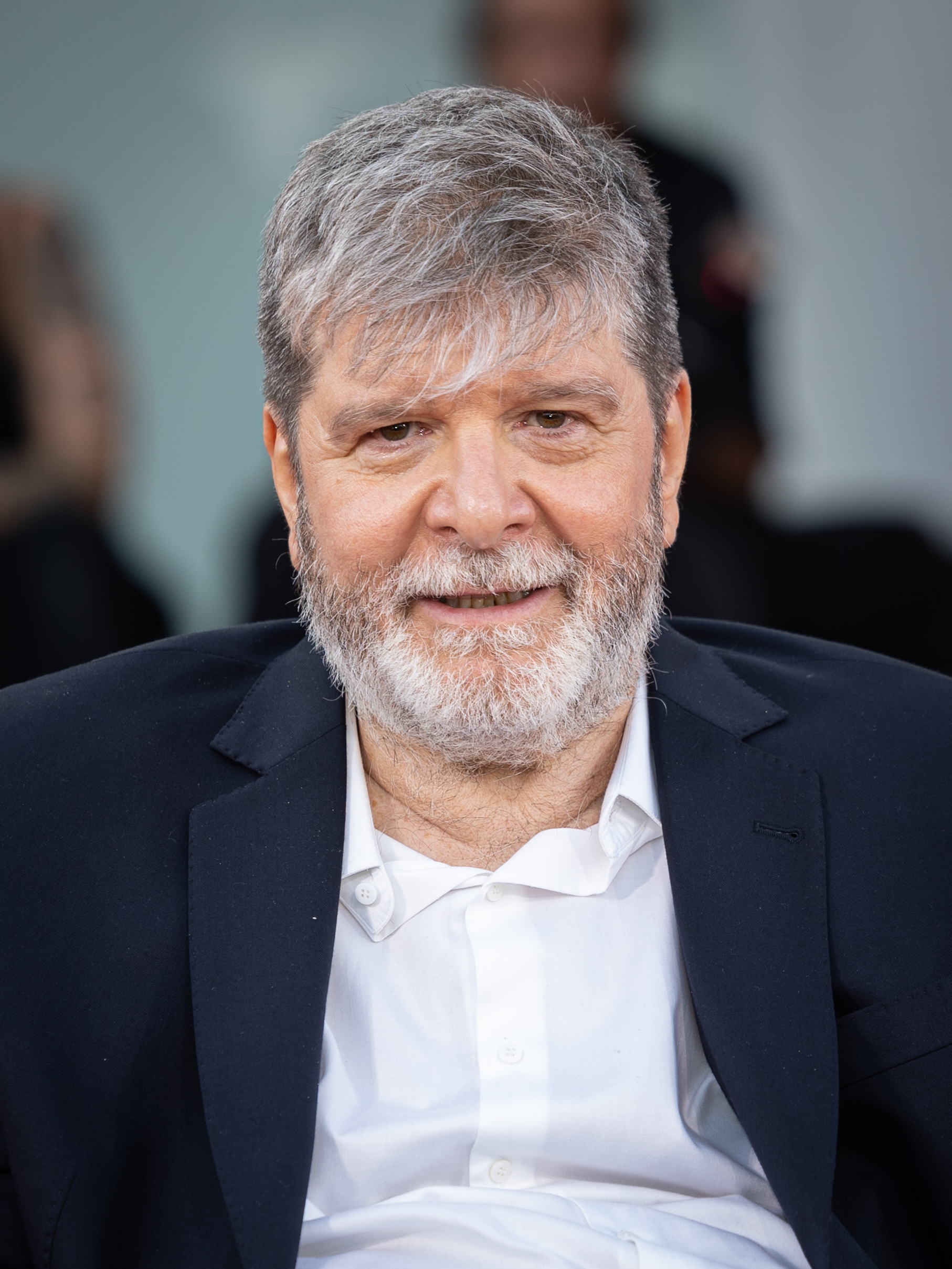
Marcelo Rubens Paiva no Festival de Veneza 2024

Em 1992, Telma de Souza, prefeita de Santos, terra natal de Rubens, o homenageou colocando seu nome no Terminal de Integração de Passageiros, localizado no bairro do Valongo. Na inauguração estavam presentes a viúva e um dos filhos de Rubens, o escritor Marcelo Rubens Paiva.
Em 24 de setembro de 1998, foi inaugurada no bairro da Pavuna a Estação Engenheiro Rubens Paiva do Metrô Rio. Em 1.º de março de 2012, a Assembleia Legislativa de São Paulo instalou a Comissão da Verdade Rubens Paiva, instituída para investigar violações de direitos humanos no período de 1964 a 1982.
Em 12 de agosto de 2014, um busto em homenagem a Rubens Paiva foi inaugurado na Praça Lamartine Babo, na Tijuca, zona norte do Rio de Janeiro em frente e de costas ao 1.º Batalhão de Polícia de Exército, a sede do DOI-CODI, local onde foi torturado e morto.
Segundo Chico Paiva Avelino, neto de Rubens, o então deputado e futuro presidente Jair Bolsonaro teria cuspido num busto em homenagem a Rubens que foi inaugurado na Câmara em 2014. Bolsonaro teria interrompido o discurso de familiares gritando que "Rubens Paiva teve o que mereceu, comunista desgraçado, vagabundo!''.

### Literatura e cinema

#### Ainda Estou Aqui
Em 2015, seu filho, o escritor Marcelo Rubens Paiva, publicou o livro Ainda Estou Aqui pela Editora Alfaguara. O livro conta a história de seu desaparecimento e o impacto que isso teve para sua família, narrando principalmente a visão da matriarca Eunice Paiva.
Em 2024, o livro foi adaptado para o cinema pelo diretor Walter Salles, e protagonizado pela atriz Fernanda Torres, no papel de Eunice Paiva, e Selton Mello, no de Rubens Paiva. Venceu o prêmio de melhor roteiro no Festival de Veneza. Em 2025, este ganha, o primeiro Oscar brasileiro, de Melhor Filme Internacional. "Ainda Estou Aqui" também foi indicado nas categorias de Melhor Filme e Melhor Atriz, além de tantos outros prêmios naquela temporada.